# Edu Ramos
Eduardo Ramos Gómez, detto Edu (Malaga, 17 febbraio 1992) è un calciatore spagnolo, centrocampista dell'Alhaurín.